# 霍州 (南梁)
霍州，中国南北朝时设置的州。
南朝梁天监六年（507年）置，治所在岳安县（今安徽省霍山县）。北齐废。唐朝武德四年（621年）复置，辖境约当今安徽省六安、霍山、金寨等市县地。属淮南道。贞观元年（627年）废。